# Акиачак (Аляска)
Акиачак (англ. Akiachak, центр. юпик Akiacuaq) — статистически обособленная местность, которая находится в зоне переписи Бетел, штат Аляска, Соединённые Штаты Америки. На переписи 2010 года население составляло 627 человек.

## Климат и география
Согласно Бюро переписи населения США, CDP имеет общую площадь 7,5 квадратной мили (19,5 км2), из которых 0,008 квадратной мили (0,02 км²), или 0,11 %, является водой).
Акиачак расположен на западном берегу реки Кускокуим в дельте Юкон-Кускоквим, в 18 милях (29 км) к северо-востоку от Бетеля. Площадь составляет в среднем 16 дюймов (40,64 см) осадков, снегопад составляет 50 дюймов (127,00 см). Летние температуры колеблются от 42 до 62 ° F (от 6 до 17 °C). Зимние температуры колеблются от −2 до 19 ° F (от −19 до −7 ° C).

## Демография
По данным переписи 2000 года в CDP насчитывалось 585 человек, 133 домашних хозяйства и 111 семей. Плотность населения составляла 86,5 человек на квадратную милю (33,4 / км2). Было 150 единиц жилья при средней плотности 22,2 / кв. Миль (8,6 / км2). Расовый состав CDP составлял 3,42 % белых, 92,31 % коренных американцев и 4,27 % от двух или более рас. 1,20 % населения были латиноамериканцами или латиноамериканцами любой расы.
Было 133 семьи, из которых 63,9 % имели детей в возрасте до 18 лет, проживающих вместе с ними, 59,4 % были женатыми парами, живущими вместе, 15,0 % женщины проживающие без мужей, а 15,8 % не имели семьи. 14,3 % всех домохозяйств состоят из отдельных лиц, а 2,3 % из них живут одинокими, кому было 65 лет и старше. Средний размер домохозяйства составил 4,40, а средний размер семьи — 4,89.
В CDP население было распространено с 44,4 % в возрасте до 18 лет, 9,6 % с 18 до 24, 26,5 % с 25 до 44, 14,5 % с 45 до 64 и 5,0 %, которые составляли 65 лет и старше. Медианный возраст составлял 22 года. На каждые 100 женщин приходилось 121,6 мужчин. На каждые 100 женщин в возрасте 18 лет и старше приходилось 118,1 мужчин.
Средний показатель доходов для домашнего хозяйства в CDP составлял 35 833 долларов США, а средний доход для семьи составлял 35 288 доллов США. Средний доход мужчин составил 31 667 долларов США, в то время как у женщин он составлял 18 750 доллоров США для женщин. Доход на душу населения для CDP составлял 8 321 доллар США. Около 16,2 % семей и 21,2 % населения были ниже черты бедности, в том числе 25,7 % из них моложе 18 лет и 34,8 % из тех, кто в возрасте 65 лет и старше.